# Памятник Христо Ботеву (Ботевград)
Памятник Христо Ботеву (болг. Паметникът на Христо Ботев) — памятник болгарскому поэту Христо Ботеву, расположенный на центральной площади города Ботевград и являющийся одной из его достопримечательностей.

## Открытие памятника
Идея памятника принадлежит кмету Ботевграда Ивану Николчовскому, которую поддержал Исполком Городского народного совета. В 1959—1960 годах прошёл конкурс, победу одержал проект профессора Ивана Мандова. Встреча с Мандовым и общественное обсуждение прошли в здании Городского народного совета, в доме 3 по улице Гурко. В мае 1960 года Мандов представил гипсовую модель памятника, после чего кмет предложил всем желающим высказаться об идее. Представители Болгарской коммунистической партии, Отечественного фронта, Профсоюзов, Женсовета, ТКЗС, ДОСО и других организаций высказали мнения, среди которых встречались некомпетентные и порой смешные оценки. Профессор заявил, что не может удовлетворить требования граждан Ботевграда, и вопрос о памятнике оставался открытым до 1966 года.
В 1966 году к 100-летию Ботевграда снова оказался на повестке дня вопрос об открытии памятника. Власти уговорили Мандова реализовать идею, пообещав не вмешиваться в дискуссии и творческие обсуждения на местном уровне. 9 октября 1966 года состоялось торжественное открытие, на котором присутствовали глава Болгарии Тодор Живков, делегация из Саранска, а также многие зарубежные гости. Живков торжественно перерезал ленточку, открыв памятник.

## Описание
Памятник представляет собой фигуру Христо Ботева в полный рост, в левой руке он держит свиток, что символизирует его талант и славу поэта и публициста. Фигура выполнена из бронзы в литейном цехе Союза болгарских художников. Архитектурное оформление пьедестала — Павел Атанасов. На основании памятника указана подпись в протоколе о приёме проекта от мая 1960 года.